# Hoàng Hữu Năng
Hoàng Hữu Năng (sinh năm 1953) là Trung tướng Công an nhân dân Việt Nam và chính trị gia người Việt Nam. Ông từng là Đại biểu Quốc hội Việt Nam khóa 12 (2007-2011) tỉnh Kon Tum, ủy viên Đảng ủy Công an Trung ương, Phó Chủ nhiệm Thường trực Ủy ban Kiểm tra Đảng ủy Công an Trung ương, nguyên Giám đốc Công an tỉnh Kon Tum.

## Tiểu sử
Hoàng Hữu Năng sinh ngày 23 tháng 8 năm 1953, người dân tộc Kinh, không theo tôn giáo nào, quê quán tại xã Hoằng Sơn, huyện Hoằng Hóa, tỉnh Thanh Hóa.
Hoàng Hữu Năng từng học tại Đại học An ninh nhân dân, có bằng đại học.
Ngày 10 tháng 12 năm 1979, Hoàng Hữu Năng gia nhập Đảng Cộng sản Việt Nam.
Sau đó ông học tập và có chứng chỉ cao cấp lí luận chính trị của Đảng Cộng sản.
Hoàng Hữu Năng là Đại biểu Quốc hội Việt Nam khóa 12 thuộc đoàn đại biểu Quốc hội tỉnh Kon Tum.
Vào chiều ngày 14 tháng 2 năm 2006, Đại tá Hoàng Hữu Năng, Giám đốc Công an tỉnh Kon Tum được Bộ Công an trao quyết định thăng và phong cấp bậc hàm Thiếu tướng Công an nhân dân Việt Nam.
Chiều ngày 8 tháng 9 năm 2011, Trung tướng Hoàng Hữu Năng được bầu giữ chức vụ Phó Chủ nhiệm Thường trực Ủy ban Kiểm tra Đảng ủy Công an Trung ương nhiệm kỳ 2010-2015. 

## Lịch sử thụ phong quân hàm
- Đại tá
- Thiếu tướng (2006)
- Trung tướng

## Khen thưởng
- Huy hiệu 30 năm tuổi Đảng Cộng sản Việt Nam (trao ngày 21 tháng 11 năm 2011)[3]